# Contarinia asperulae
Contarinia asperulae är en tvåvingeart som beskrevs av Jean-Jacques Kieffer 1909. Contarinia asperulae ingår i släktet Contarinia och familjen gallmyggor. Inga underarter finns listade i Catalogue of Life.